# George William Hill (réalisateur)
Pour les articles homonymes, voir George Hill et Hill.
George W. Hill, parfois crédité George Hill, est un réalisateur, directeur de la photographie et scénariste américain né le 25 avril 1895 à Douglass, Kansas, qui s'est suicidé d'une balle dans la tempe le 10 août 1934 à Venice (Californie).
Il a été crématisé et ses cendres remises à sa famille.
Marié trois ans à la scénariste Frances Marion.

## Filmographie

### Réalisateur
- 1921 : While the Devil Laughs
- 1921 : Get Your Man (en)
- 1924 : Vers le devoir (Through the Dark)
- 1924 : La Vallée du loup (The Hill Billy)
- 1924 : The Midnight Express
- 1924 : The Foolish Virgin
- 1925 : L'Amazone (Zander the Great)
- 1925 : Le Train-poste (The Limited Mail)
- 1925 : La Grande Parade (The Big Parade) non crédité
- 1926 : The Barrier
- 1926 : Marine d'abord ! (Tell It to the Marines)
- 1927 : The Callahans and the Murphys
- 1927 : Va, petit mousse ! (Buttons)
- 1928 : Les Cosaques (The Cossacks)
- 1929 : L'Escadre volante (The Flying Fleet)
- 1930 : Big House (The Big House)
- 1930 : Min and Bill
- 1931 : Tribunal secret (The Secret Six)
- 1931 : Révolte dans la prison (Big House)
- 1931 : Les Titans du ciel (Hell Divers)
- 1933 : Clear All Wires!

### Directeur de la photographie
- 1913 : The Sea Wolf de Hobart Bosworth
- 1914 : Burning Daylight: The Adventures of 'Burning Daylight' in Civilization
- 1914 : The Pursuit of the Phantom
- 1914 : Burning Daylight: The Adventures of 'Burning Daylight' in Alaska
- 1914 : Martin Eden de Hobart Bosworth
- 1915 : Pretty Mrs. Smith
- 1915 : The Caprices of Kitty (non crédité)
- 1915 : Buckshot John
- 1915 : Hypocrites
- 1916 : Miss Bengali (Less Than the Dust) de John Emerson
- 1916 : Macbeth de John Emerson
- 1916 : The Flying Torpedo de John B. O'Brien
- 1916 : Amour et Publicité de John Emerson (non crédité)
- 1917 : The Cinderella Man de George Loane Tucker
- 1917 : Sunshine Alley
- 1917 : Polly of the Circus
- 1917 : The Waiting Soul
- 1918 : The Beloved Traitor
- 1918 : Our Little Wife
- 1918 : Fields of Honor
- 1919 : Un revenant plein d'esprit
- 1920 : La Vocation de Mary
- 1920 : L'Arène conjugale (Remodeling Her Husband) de D. W. Griffith et Lillian Gish

### Scénariste
- 1920 : Held Up for the Makin's, de B. Reeves Eason
- 1921 : While the Devil Laughs
- 1924 : The Midnight Express
- 1927 : Va, petit mousse ! (Buttons)